# Protomyctophum bolini
Protomyctophum bolini är en fiskart som först beskrevs av Fraser-brunner, 1949.  Protomyctophum bolini ingår i släktet Protomyctophum och familjen prickfiskar. Inga underarter finns listade i Catalogue of Life.